# Dél-Góbi tartomány
Dél-Góbi tartomány (mongolul: Өмнөговь / Ömnögovi) Mongólia 21 tartományának (ajmag) egyike, mely az ország déli részén fekszik a Góbi sivatagban. Ez Mongólia legnagyobb tartománya. Székhelye Dalandzadgad.

## Gazdaság
A tartomány ásványi lelőhelyekben gazdag, beleértve arany és rézlelőhelyeket.

## Turizmus
A tartományban számos turista látványosság található, a lángoló sziklák, a Góbi Gurvanszajhan Nemzeti Park és Hongorín Elsz, az éneklő homokdűnék.

## Közlekedés
A dalandzadgadi repülőtér 2007 óta egyetlen lebetonozott kifutóval rendelkezik, mely az Ulánbátorba induló és onnan érkező menetrend-szerinti járatot működteti.

## Közigazgatási beosztás

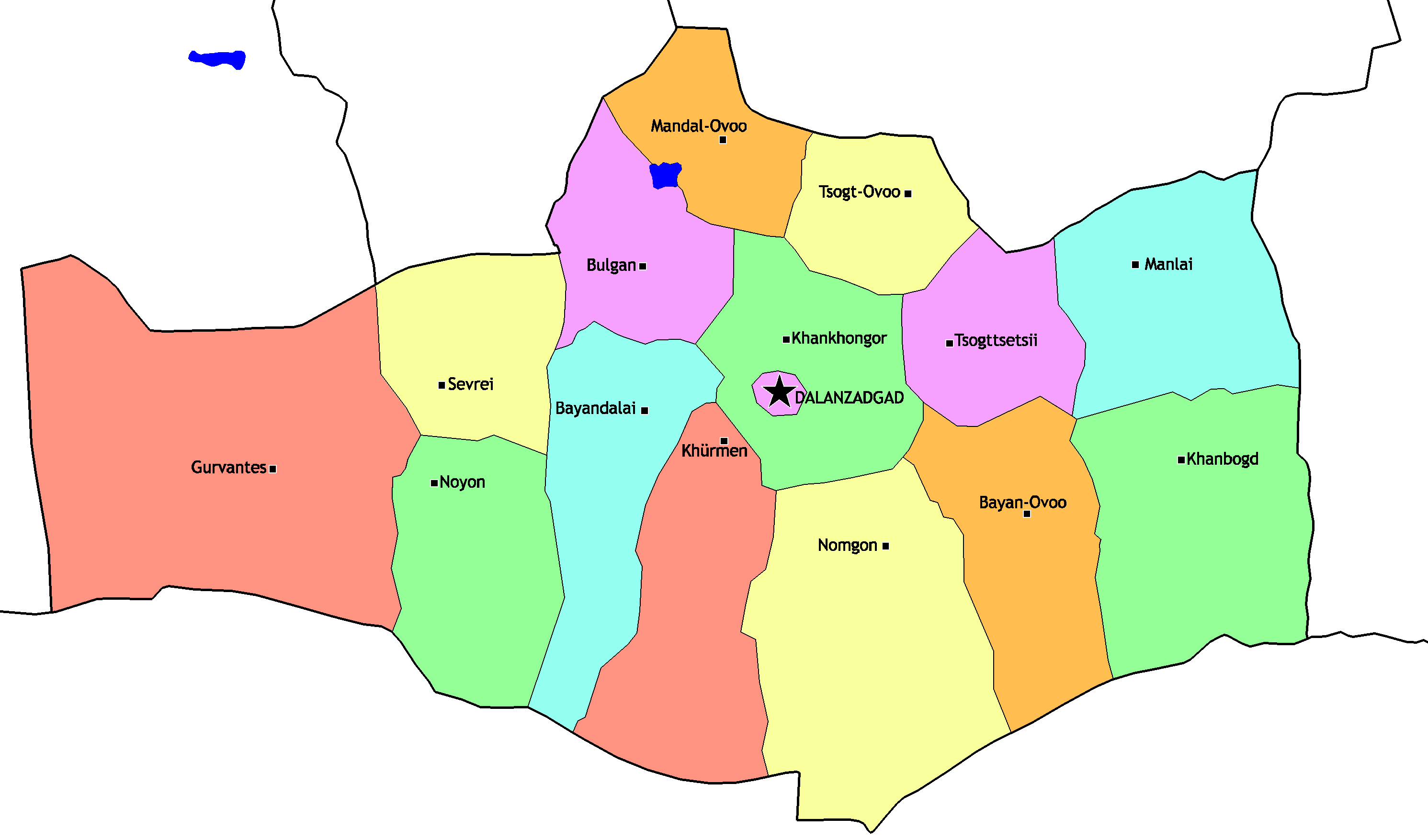
Dél-Góbi tartomány járásai

| Járás                              | Mongol nyelven |
| ---------------------------------- | -------------- |
| Bajandalaj járás                   | Баяндалай      |
| Bajan-Ovó járás                    | Баян-Овоо      |
| Bulgan járás                       | Булган         |
| Gurvantesz járás                   | Гурвантэс      |
| Dalandzadgad (tartományi székhely) | Даланзадгад    |
| Mandal-Ovó járás                   | Мандал-Овоо    |
| Manlaj járás                       | Манлай         |
| Nojon járás                        | Ноён           |
| Nomgon járás                       | Номгон         |
| Szevrej járás                      | Сэврэй         |
| Hanbogd járás                      | Ханбогд        |
| Hanhongor járás                    | Ханхонгор      |
| Hürmen járás                       | Хүрмэн         |
| Cogt-Ovó járás                     | Цогт-Овоо      |
| Cogtcecij járás                    | Цогтцэций      |